# U-654
Unterseeboot 654 foi um submarino alemão do Tipo VIIC, pertencente a Kriegsmarine que atuou durante a Segunda Guerra Mundial.
O U-654 esteve em operação entre os anos de 1941 e 1942, realizando neste período 4 patrulhas de guerra, nas quais afundou 4 navios aliados num total de 18655 toneladas de arqueação.
Foi afundado no dia 22 de agosto de 1942 por cargas de profundidade lançadas por uma aeronave B-18 (US Army Bomb. Sqdn. 45)  causando a morte de todos os 44 tripulantes.

## Comandantes
| Comandante                   | Data                                         |
| ---------------------------- | -------------------------------------------- |
| KrvKpt. Hans-Joachim Hesse]] | 5 de julho de 1941 - 24 de novembro de 1941  |
| Oblt. Ludwig Forster]]       | 2 de dezembro de 1941 - 22 de agosto de 1942 |

## Subordinação
Durante o seu tempo de serviço, esteve subordinado às seguintes flotilhas:
| Período                                      | Flotilha                                  |
| -------------------------------------------- | ----------------------------------------- |
| 5 de julho de 1941 - 31 de outubro de 1941   | 5. Unterseebootsflottille (treinamento)   |
| 1 de novembro de 1941 - 22 de agosto de 1942 | 1. Unterseebootsflottille (serviço ativo) |

## Operações conjuntas de ataque
O U-654 participou das seguinte operações de ataque combinado durante a sua carreira:
- Rudeltaktik Ziethen (6 de janeiro de 1942 - 22 de janeiro de 1942)

## Coordenadas
1. ↑  em posição 12° N 79° 56' O